# David Richards (Motorsportfunktionär)

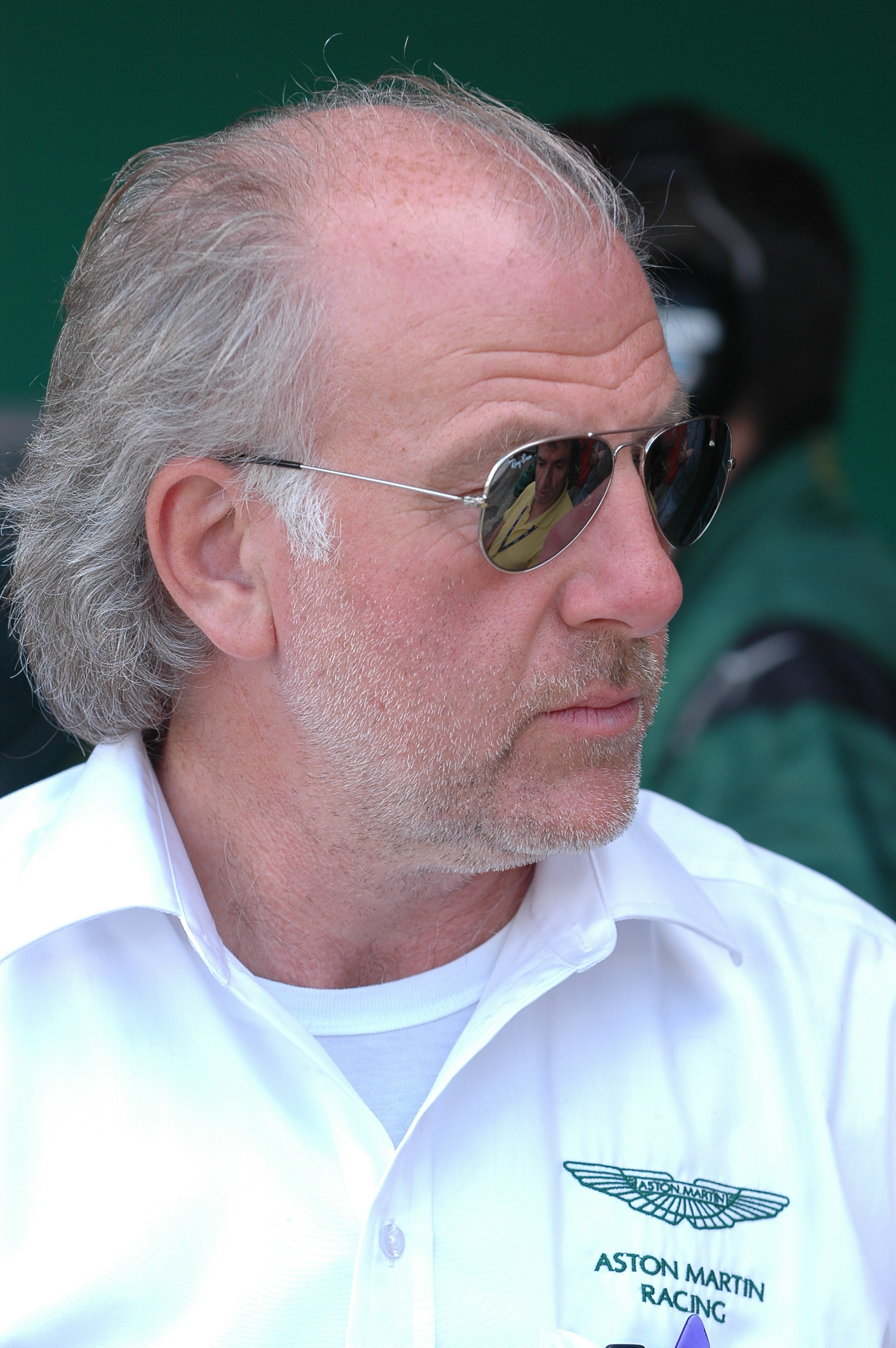
David Richards

David Pender Richards CBE (* 3. Juni 1952) ist ein britischer Motorsportfunktionär. Er ist Gründer und Vorsitzender von Prodrive Ltd., ehemaliger Teamchef von B.A.R. und Benetton in der Formel 1 sowie Miteigentümer und Chef des Verwaltungsrats von Aston Martin.

## Karriere

### Rallye

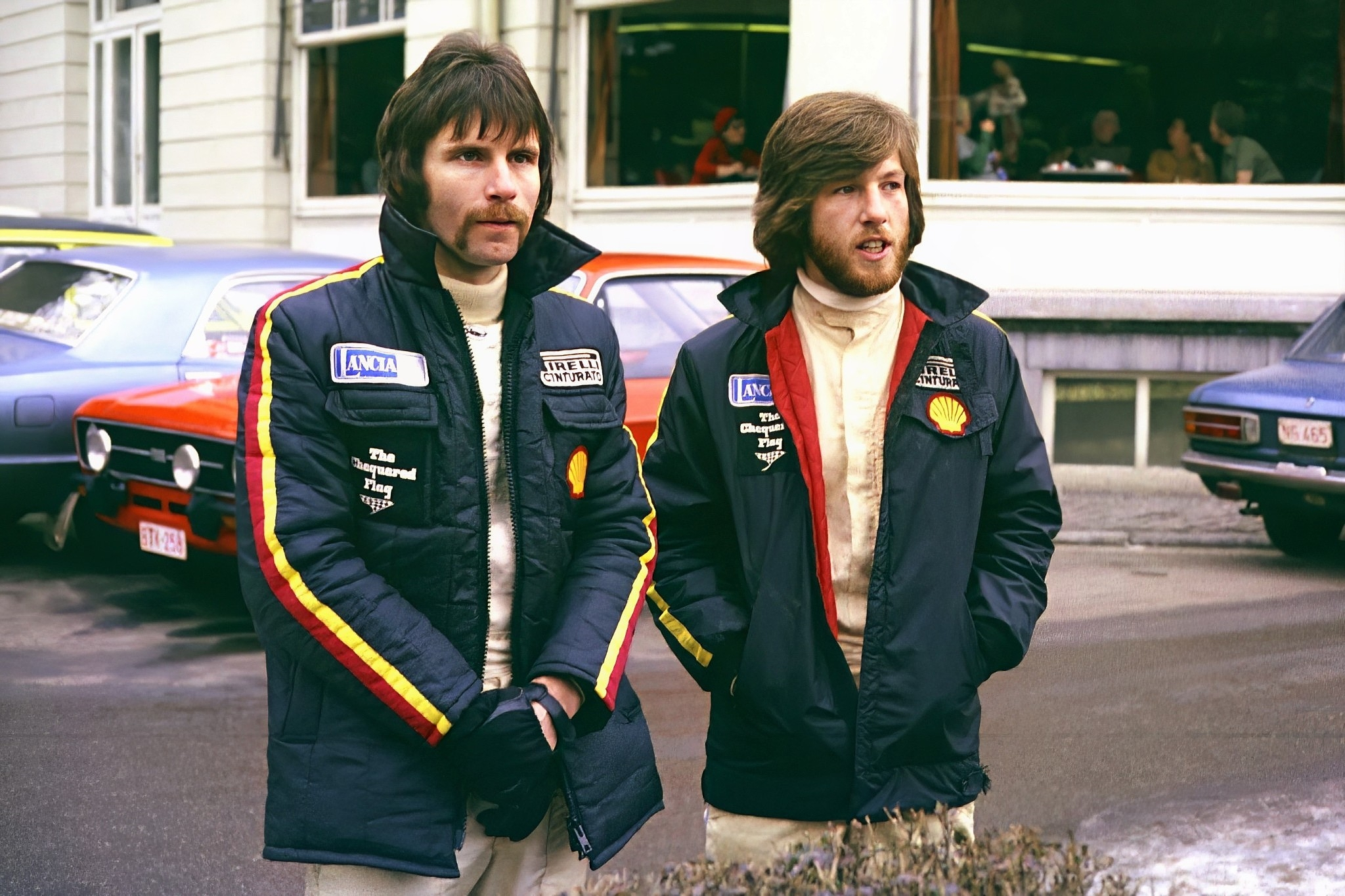
1976: Richards (rechts) und Pond

Richards kam mit 15 Jahren als Zuschauer bei der RAC Rallye mit dem Motorsport in Kontakt. Mit 16 nahm er als Copilot an Rallyes teil und gewann in seinem ersten Jahr die British National Road Rallying Championship. Nach einer Ausbildung in Rechnungswesen nahm er 1976 ein Angebot von British Leyland als Rallye-Copilot von Werksfahrer Tony Pond an. 1979 wechselte er zu Ford und gewann an der Seite von Ari Vatanen 1981 die Weltmeisterschaft.

### Prodrive
Ende 1981 beendete Richards seine aktive Karriere, gründete die Beratungsfirma David Richards Autosport und arbeitete unter anderem für Rothmans, March und Porsche. 1984 trat er mit seinem ersten eigenen Rennteam in der Middle Eastern Rally Championship an, in der er Porsche 911 einsetzte und von Rothmans gesponsert wurde.
1985 reorganisierte Richards sein Team, benannte es in Prodrive um und stieg in die Rallye-Weltmeisterschaft ein. Zunächst setzte er Metro 6R4 ein, nach dem Ende der Gruppe-B-Wagen wechselte er zu BMW M3. Bernard Béguin konnte bei der Rallye Korsika 1987 in einem Prodrive-BMW den ersten Sieg für das Team holen. Auch in der British Touring Car Championship war Prodrive mit Frank Sytner erfolgreich und gewann 1988 die Meisterschaft mit einem M3. 
1989 übernahm Prodrive den Aufbau des Rallye-Projekts von Subaru. Das neue Team wurde wieder von Rothmans gesponsert. Colin McRae gewann 1991 und 1992 und Richard Burns 1993 die British Open Rally Championship. McRae holte 1995 die Fahrerweltmeisterschaft und Subaru gewann von 1995 bis 1997 dreimal den Herstellertitel.
Seit 2005 baut Prodrive die Rennversion des Aston Martin DB9, den DBR9, für die FIA-GT-Meisterschaft.

### Formel 1
1997 übernahm Richards neben seinem Vorsitz bei Prodrive als Nachfolger des entlassenen Flavio Briatore den Posten des Teamchefs beim Formel-1-Team von Benetton. Ende 1998 verließ er das Team nach Meinungsverschiedenheiten mit der Benetton-Familie wieder. 1999 veräußerte er 49 % von Prodrive an die Investmentfirma Apax Partners und erwarb mit dem Erlös die Vermarktungsrechte an der Rallye-Weltmeisterschaft von Bernie Ecclestone. Ende 2001, nachdem Craig Pollock das Team verlassen hatte, wurde Richards Teamchef von B.A.R. und war maßgeblich am Aufbau des Teams beteiligt, wurde jedoch Ende 2004 auf Betreiben des Motorenpartners Honda durch Nick Fry ersetzt. Richards konzentrierte sich daraufhin mit Prodrive auf die Sportwageneinsätze von Aston Martin mit dem DBR9. Ab der Saison 2008 plante Richards mit Prodrive F1 wieder in die Formel 1 einzusteigen, gab das Vorhaben jedoch wegen eines Rechtsstreits um die Einschreibung des Teams im November 2007 vorläufig wieder auf.

## Auszeichnungen
- 2005 wurde Richards für seine Verdienste um den Motorsport der Orden Commander of the British Empire (CBE) verliehen.[4]